# Beobachter TV
Beobachter TV ist eine crossmediale TV-Serie von Schweizer Radio und Fernsehen in Kooperation mit der Zeitschrift Der Schweizerische Beobachter.

## Inhalt
Die Serie ist ein Coaching-Format. Zusammen mit Moderator Jürg Keim sollen Berater der Zeitschrift Beobachter Teilnehmer der Sendung dabei begleiten und unterstützen, Probleme zu bewältigen.
In den ersten Staffel wurde das Thema «Start-up» behandelt. Dabei wurden Personen aus der Schweiz gezeigt, die sich mit einer eigenen Geschäftsidee selbstständig machen wollten und dabei Hilfe benötigen. In der zweiten Staffel stand das Thema „Besser wohnen“ im Zentrum und beschäftigte sich mit Themen wie Wohnungssuche, Hausverkauf oder Messie-Mieter. In späteren Staffeln sollen nach dem gleichen Muster Themen wie Kindererziehung oder Schuldensanierung behandeln.

## Folgen und Sendetermine
Staffel 1 und Staffel 2 umfassen insgesamt 16 Folgen. Die Sendung wurde erstmals am 20. Februar 2013 ausgestrahlt und wöchentlich auf SRF 1 und SRF zwei gezeigt, sowie auf dem Infokanal SRF info wiederholt. Staffel 2 startete am 25. September 2013 und wird wie schon Staffel 1 auf beiden Kanälen von SRF ausgestrahlt. Staffel 3 startete am 13. April 2014. Staffel 4 wurde ab 8. November 2014 erstausgestrahlt. Staffel 5/6 sind in Vorbereitung.
Sendungstitel Staffel 1: Start-up, ab 20. Februar 2013

1. Darko und Moris suchen den Durchblick

2. Neustart im Veloparadies

3. In Amors Stapfen

4. Delikatessen für jedes Portemonnaie

5. Tomaten & Co.

6. Die Baumbestatter

7. Revolution in der Glacéwelt

8. Zumba-Traum – geplatzt und ausgetanzt?
Sendungstitel Staffel 2: Besser wohnen, ab 25. September 2013

1. Hilfe, mein Mieter ist ein Messie!

2. Neuanfang mit 91

3. Verzweifelt gesucht: zahlbare Wohnung

4. Aus der Traum – wenn das Heimetli plötzlich illegal wird

5. Stress in der Studi-WG

6. Selbst ist die Frau – Heimwerkerinnen an der Arbeit

7. Endstation Wohnwagen?

8. Haus geerbt – Überraschung inklusive
Sendungstitel Staffel 3: Pack die Chance, ab 13. April 2014

1. Alleinerziehende am Anschlag

2. Wasserballverein in Nöten

3. Erbschaft mit Haken

4. Verzweifelt gesucht: Ein Nachfolger für meine KMU

5. Geburtswehen einer Kita

6. 50+ und ohne Job

7. Ohne Papiere verloren im Behördendschungel

8. Keim bleibt dran
Sendungstitel Staffel 4: Raus aus der Klemme, ab 9. November 2014
1. Zoff am Zaun – wenn Nachbarn streiten

2. Steuerschock – wenn der Steuervogt zuschlägt: der Fall Ernst Suter

3. Baupfusch – wenn Aerger und Mängel den Einzug vermiesen

4. Zweimal Opfer – wenn die Versicherung sich sperrt
Sendungstitel Staffel 5:

neue Folgen ab Frühling 2015
Sendungstitel Staffel 6:

neue Folgen ab Herbst 2015

## Crossmedialität
Die Sendung wird begleitet von einer eigenen Webpage. Sie bietet weiterführende Links, ergänzende Informationen und Servicepakete zum Download. Alle Folgen sind in einem Sendungsarchiv online auf beobachtertv.ch sowie dem SRF-Player zugänglich. Im Social-Media-Bereich wird Facebook eingesetzt. Zum Starttermin der Sendung hat per Mitte Februar 2013 die Zeitschrift das Titelthema "Der Chef bin ich" in ihrer Printausgabe publiziert und über die Sendung berichtet.

## Moderation
Die erste Staffel Beobachter TV wurde von Roland Luder moderiert, der bis Ende 2009 am Schweizer Fernsehen für die tägliche Magazinsendung „Schweiz aktuell“ arbeitete.
 Ab Staffel 2 moderiert Beobachter-Experte Jürg Keim die Sendung.

## Hintergrundinformationen
Für eine Folge Beobachter TV mit einer Länge von 28 Minuten werden an ca. sechs Drehtagen 10 bis 15 Stunden Material gedreht. Insgesamt sind mehr als 20 Personen an der Produktion beteiligt. Die Folgen einer Staffel werden parallel produziert. Das Genre Dokusoap wurde ab Staffel 2 durch Elemente der Reportage ersetzt und der Fokus stärker auf Beratungsaspekte und Coaching gelegt.

Das Projekt ist die erste Zusammenarbeit zwischen dem öffentlich-rechtlichen Schweizer Fernsehen und einem privaten Verlagshaus (Axel Springer Schweiz), die ausserhalb des von einer Verlegergemeinschaft betriebenen Programmfensters PresseTV stattfindet.